# Вооружённые силы Черногории
Вооружённые силы Черногории или Войско Черногории (черног. Воjска Црне Горе) — совокупность сил Республики Черногории. Состоят из сухопутных войск, военно-морских и военно-воздушных сил. Главнокомандующий — президент Черногории Яков Милатович.
По сокращении армии в ходе вступления страны в НАТО, в начале 2017 года армия Черногории насчитывала около двух тысяч военнослужащих и в настоящее время де-факто представляют собой одну полноценную сухопутную бригаду, которая способна вести боевые действия. Военные расходы на 2017 год запланированы в размере 50 млн евро, что составляет 1,3 % ВВП страны и самый незначительный военный бюджет среди стран НАТО.

## История

### 1878—1918
Во время существования первого независимого черногорского государства (1878—1918) армия Черногории была гораздо большей по размерам, чем современная. Во время Первой мировой войны её численность составляла около 35 тыс. чел. Главнокомандующим был король Никола I Петрович-Негош, а начальником генерального штаба генерал Божидар Янкович (серб. Božidar Janković).
В состав армии входили:
- Плевлянская дивизия в составе 10 батальонов (около 6000 чел) к востоку от Плевли. Командующий — бригадир Лука Гойнич (серб. Luka Gojnić).
- Герцеговинская дивизия в составе 15 батальонов (около 15000 чел) на границе с Герцеговиной. Командующий — сердар Янко Вукотич (серб. Janko Vukotić).
- Ловченская дивизия в составе 18 батальонов (около 8000 чел) в районе Ловчена. Командующий — дивизияр Мития Мартинович (серб. Mitja Martinović).
- Дивизия «Старая Сербия» в составе 13 батальонов (около 6000 чел) на границе с Албанией. Командующий — бригадир Радомир Вешович (серб. Radomir Vešović).

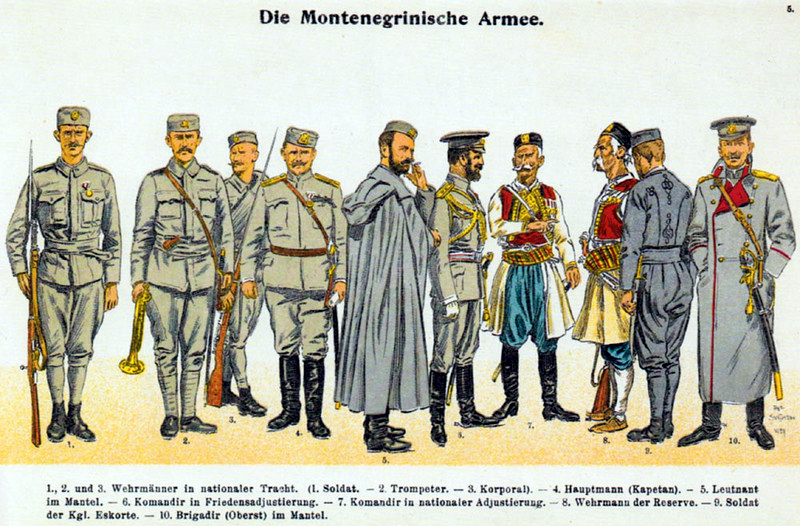
Полевая униформа (1914)
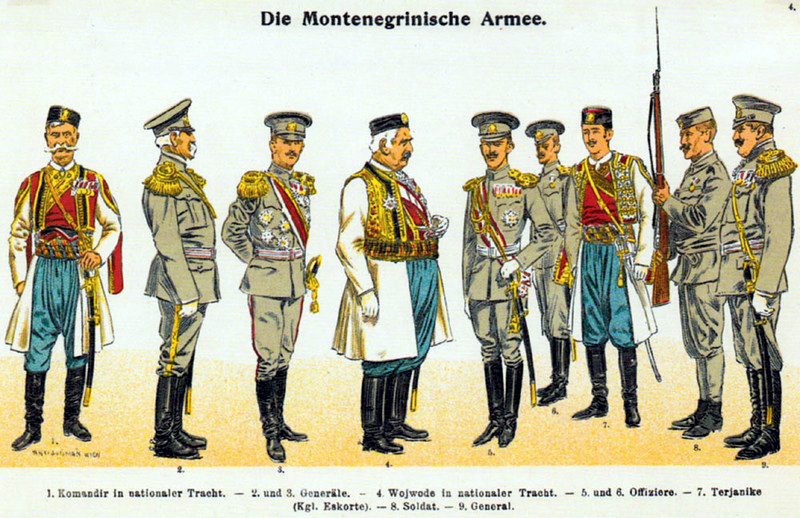
Парадная униформа (1914)
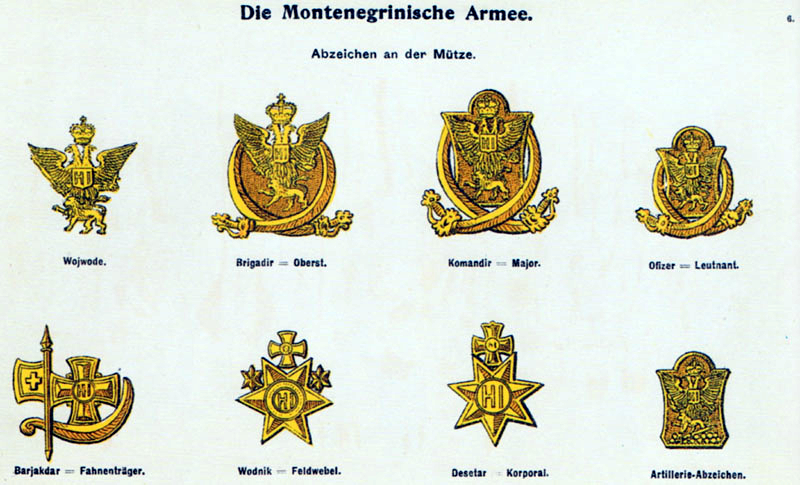
Знаки различия (1914)

### 1941—1945
После захвата Югославии в апреле 1941 года в итальянской зоне оккупации было создано королевство Черногория, вошедшее в состав «Большой Италии». Для несения охранно-полицейской службы и борьбы с партизанами в августе 1941 года итальянцы начали создание «добровольческой антикоммунистической милиции» из местного населения, на основе которой в феврале 1942 была создана «национальная армия» (шесть батальонов). В июле 1942 года была создана национальная жандармерия (3 тыс. человек). После капитуляции Италии в сентябре 1943 года формирования перешли под контроль немецкого военного командования. В июле 1944 года они создали полицейский батальон «Санджак».
Однако значительная часть черногорцев состояли в Движении Сопротивления, помогая либо Югославской армии на родине (четникам), либо коммунистической Народно-освободительной армии Югославии.

### После 2006

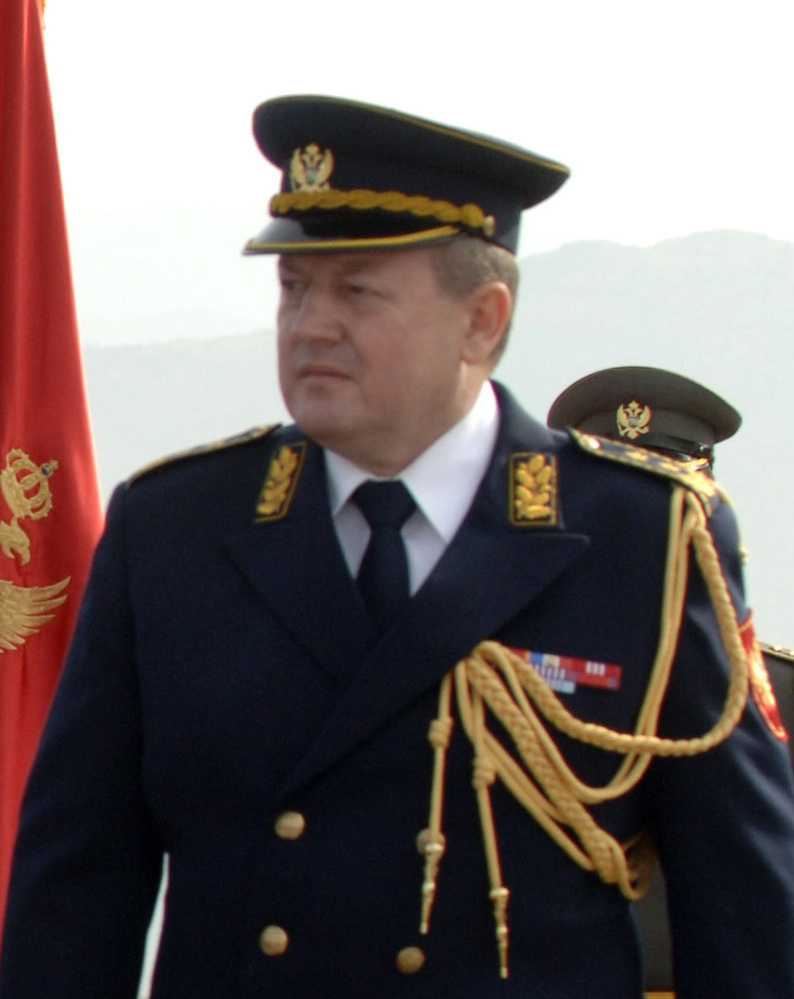
Генерал-лейтенант Йован Лакчевич (general-potpukovnik Jovan Lakčević)

В начале ноября 2004 года на заседании Верховного совета обороны Сербии и Черногории было принято решение о расформировании единой армии по национальному принципу и создании в Черногории собственной национальной армии.
После выхода страны из конфедеративного Государственного союза Сербии и Черногории и провозглашения независимости 3 июня 2006 года её вооружённые силы находятся в процессе реформирования.
Министерство обороны Черногории было создано с нуля, так как министерство обороны Югославии было унаследовано Сербией как правопреемницей. Первым после повторного обретения независимости начальником Генерального штаба вооружённых сил Черногории стал генерал-лейтенант Йован Лакчевич (черног. general-potpukovnik Jovan Lakčević).
Черногория унаследовала от союза с Сербией вооружённые силы численностью в 6500 человек. Было объявлено, что армия будет сокращена до 2500 человек, которые будут служить на профессиональной основе и набираться исключительно из добровольцев. 30 августа 2006 года указом Президента Филипа Вуяновича была отменена обязательная всеобщая воинская обязанность.
С 14 декабря 2006 года Черногория участвует в программе НАТО «Партнёрство во имя мира».
3 декабря 2008 года Черногория подписала конвенцию о отказе использования кассетных боеприпасов (вступившую в действие с 1 августа 2010 года).
В 2010—2021 гг. страна принимала ограниченное участие в войне в Афганистане.
Премьер-министр Мило Джуканович объявил о планах по вступлению Черногории в НАТО, в сентябре 2015 года парламент страны принял документ о намерении вступить в НАТО (за проголосовали 50 из 81 депутата), хотя некоторая часть населения страны выступало против такого решения В октябре 2015 года полиция разогнала демонстрации противников вступления в НАТО..
5 июня 2017 года Черногория официально стала членом НАТО.

## Состав вооружённых сил
Всего на январь 2015 года в черногорских ВС служат 2260 человек. Из них: 290 офицеров, 960 младших офицеров, 1000 солдат и 138 гражданских лиц.

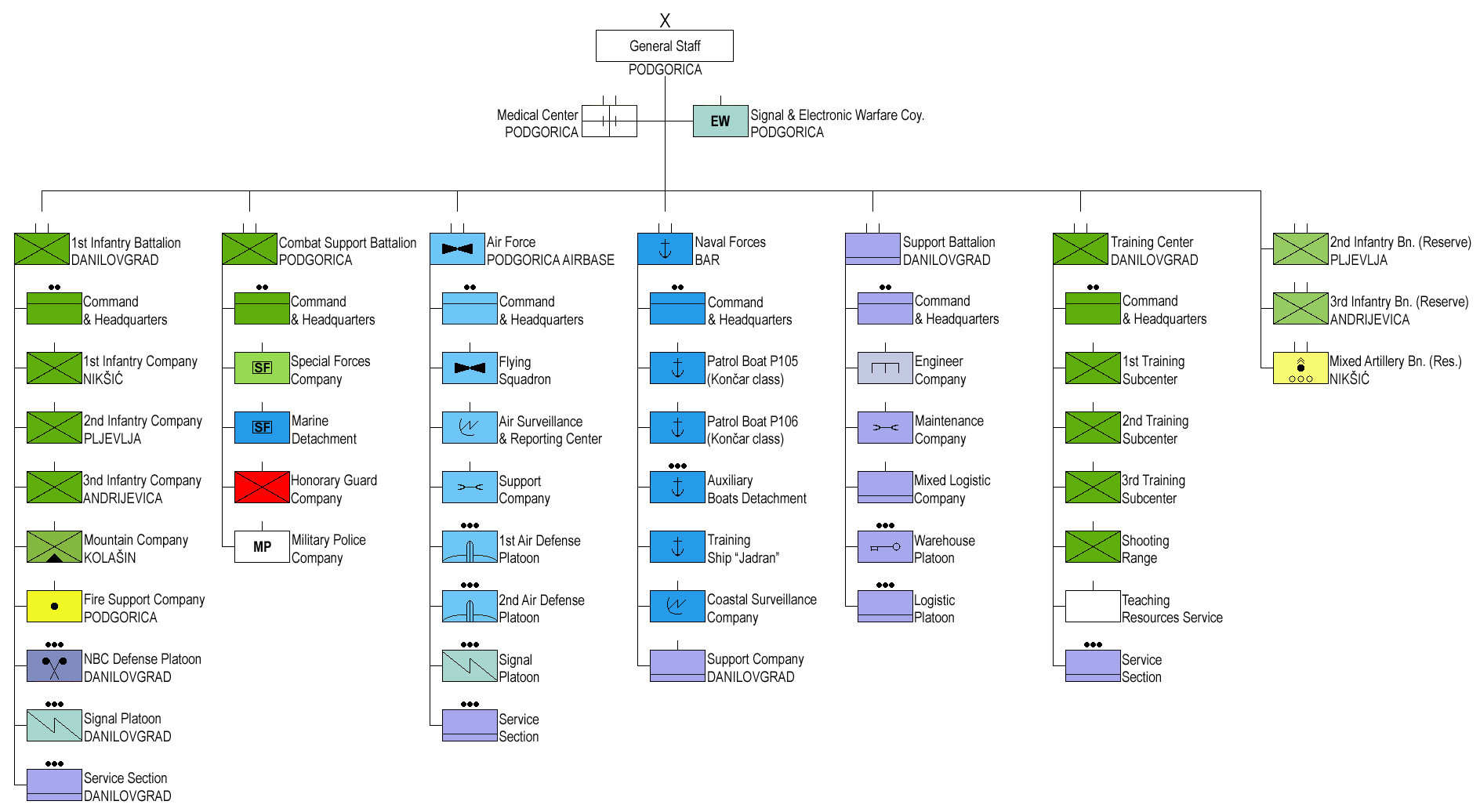
Оргструктура (2021)

### Сухопутные войска
Сухопутные войска состоят из пехотного батальона (г. Даниловград) и батальона тылового обеспечения (г. Подгорица).

### Военно-морские силы
Так как после распада союзного государства Сербия лишилась выхода к морю, то Черногория унаследовала ВМФ Югославии почти целиком, однако размер флота планируется уменьшить и понизить его статус до войск береговой охраны.
Предполагается, что после завершения реформы вооружённых сил все военные корабли будут базироваться на единственной морской базе в Баре (главном морском порте страны).

### Военно-воздушные силы
После распада союзного государства Сербии и Черногории последняя получила 17 самолётов СОКО Г-4 Супер Галеб, четыре учебно-тренировочных самолёта UTVA 75, вертолёты Ми-8T и «Газэль». Состоящие на вооружении самолёты давно не эксплуатировались. Последний полёт Г-4 выполнил в 2010 году. По данным на февраль 2016 года, Вооружённые силы Черногории имели в строю 14 вертолётов.. Оставшиеся у Черногории четыре боевых самолета G-4 «Супер Галеб» и три учебно-тренировочных самолета «Утва-75» выставлены на продажу.
Предполагается, что после завершения реформы вооружённых сил вся военная авиация будет располагаться на единственной авиабазе «Голубовцы» в Подгорице (самом большом городе и главном транспортном и промышленном узле страны), непосредственно рядом с международным аэропортом.